# Equisetum sieboldi
Equisetum sieboldi là một loài dương xỉ trong họ Equisetaceae. Loài này được Milde mô tả khoa học đầu tiên năm 1863.
Danh pháp khoa học của loài này chưa được làm sáng tỏ. 